# Pavel Singer

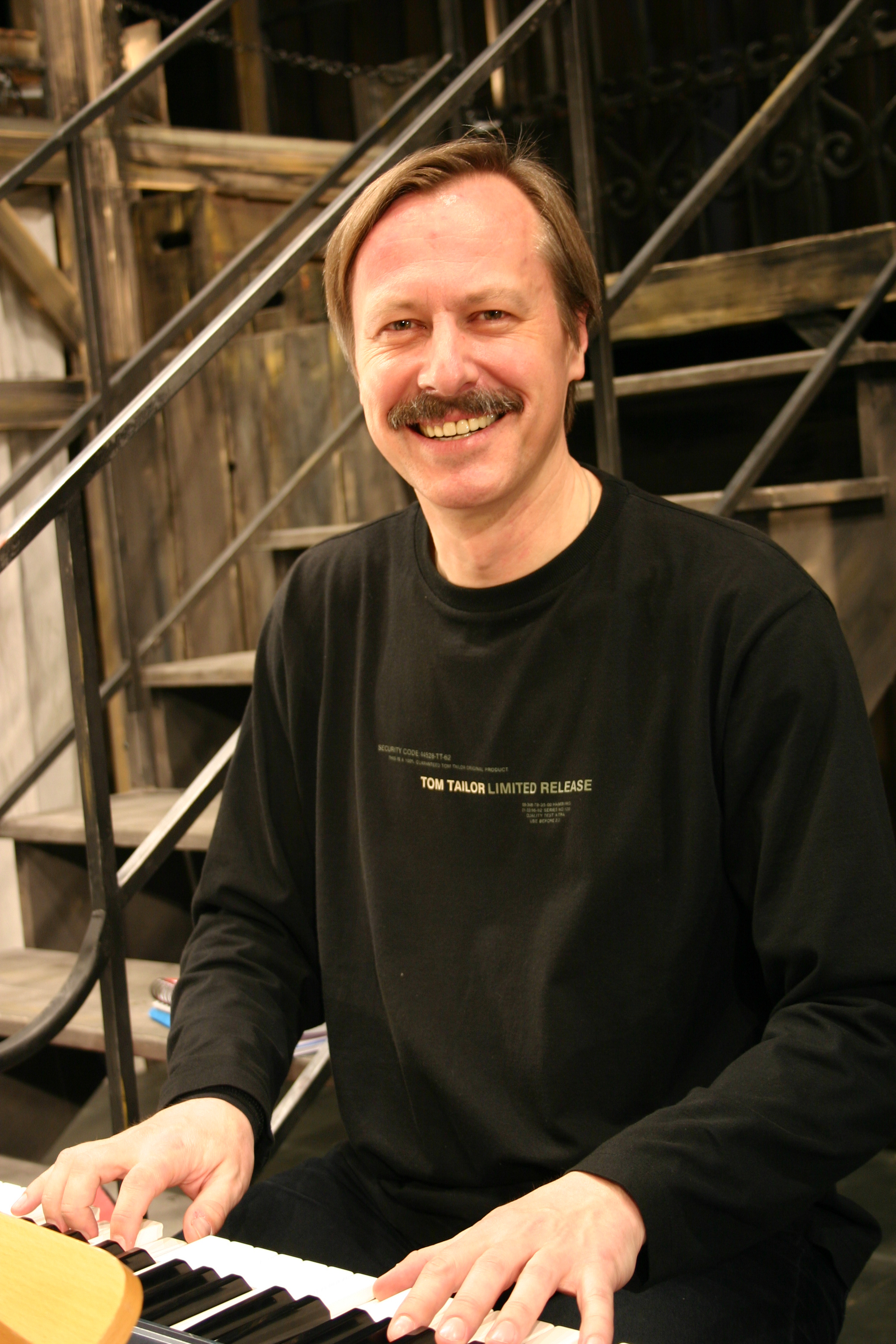
Pavel Singer (2010)

Pavel Singer (* 29. September 1962 in Pjatigorsk, Sowjetunion) ist ein österreichischer Komponist, Pianist und Arrangeur russlanddeutscher Abstammung.

## Biografie
Pavel Singer (Geburtsname Paul) wurde in einer deutsch-russischen Familie geboren. Der Vater,  Richard Gotlibowitsch Singer (1919–2007), war ein professioneller Musiker. Die Mutter, Alewtina Innokentjewna Singer (geb. Dmitrewskaja) (1927–2009), war eine Linguistin. Der Großvater mütterlicherseits, Innokenti Petrowitsch Dmitrewski (von Dietrich), war ein bekannter russischer Wissenschaftler. Er erhielt im Jahr 1915 vom russischen Zaren Nikolaus II. den Orden des Heiligen Stanislaus 3. Klasse. Die Tochter Olga Singer (* 1989) ist auch Musikerin, sie hat ein festes Engagement als Violinistin in einem Moskauer symphonischen Orchester.
1987 schloss er ein Studium am Moskauer Konservatorium ab. Es schloss sich eine Aspirantur als Komponist bei Tichon Chrennikow, Instrumentierung bei Nikolai Rakow und als Konzertpianist bei Rudolf Kehrer und Michail Petuchow an. 1990 nahm er am Internationalen Workshop für Komponisten in Amsterdam in der Meisterklasse bei Ton de Leeuw, Theo Loevendie und Dimitar Hristov teil. 1992–1993 folgte an der Universität für Musik und darstellende Kunst Wien ein Aufbaustudium bei Erich Urbanner in Komposition.

## Auszeichnungen (Auszug)
- 1987 – 2. Preis des Gesamtsowjetischen Kompositionswettbewerbs
- 1996 – Kulturpreisträger des Landes Niederösterreich
- 2006 – Kulturpreisträger der Stadt Baden
- Medaille „Kaiser Friedrich III“ von der Stadtgemeinde Baden 2012
- Jubiläumsmedaille der Gesellschaft Russisches Lermontow-Komitee „für den Beitrag zur Entwicklung des Pjatigorsk Staatliches Museum Dichter Lermontov-Haus“ 2013

## Werke (Auszug)

### Symphonische Musik
- Violinkonzert (1987)
- Litanei Cantata – für großes Symphonieorchester und Mezzosopran auf die Gedichte von Stefan George, Rainer Maria Rilke und L. Cernuda (1992)
- Präludium, Cadenza e Lamento per Flauto, Cembalo e Archi (1995)
- In Memoriam Concerto Grosso – für Klavier, Geige und Symphonieorchester (1995–2002)
- Euro-Wellen – für großes Symphonieorchester (2007)
- Introduktion und Walzer – für großes Symphonieorchester (2007)
- Dialog – für Violine, Cembalo und Streicher (2009)
- Symphonische Suite aus der Oper Die schöne Wassilissa (2011) etc.

### Kammermusik
- Sextett – für Klarinette, Celesta, 2 Violinen, Bratsche und Cello (1982)
- Quintett – für Flöte, Oboe, Klarinette, Horn und Fagott (2014)
- 2 Streichquartette (19890, 1981)
- Trio – für Violine, Cello und Klavier (2015)
- 3 Fantasiestücke – für Klaviertrio (2017)
- Sonate – für Bratsche und Klavier (1984)
- Entrückung – für Flöte und Gitarre (2001)
- Notturno – für Violine und Klavier (2005)
- Die Nacht Rondo – für Violine-Solo dem Andenken Alexander Men (1990)
- 3 Klaviersonaten (die 3. – Mondscheinsonate) (1980, 1981, 2005)
- 4 Irrealitäten – für Klavier (2005)
- Litanei und Entrückung – für Mezzosopran und Klavier auf die Gedichte von Stefan George (1983)
- zahlreiche Lieder für Stimme und Klavier auf die Gedichte von Michail Lermontow, Alexander Blok, J. Kainar etc.

### Bühnenwerke
- Oper Die schöne Wassilissa nach einem alten russischen Märchen (2010)
- Märchenmusical Der kleine Muck nach Wilhelm Hauff (2006)
- Märchenmusical Des Kaisers neue Kleider nach Hans Christian Andersen (2007)
- Märchenmusical Pinocchio nach Carlo Collodi (2008)
- Märchenmusical Aschenputtel nach Charles Perrault (2013)
- Märchenmusical In 80 Tagen um die Welt nach Jules Verne (2015)
- Märchenmusical Rumpelstilzchen (2001)
- Märchenmusical Das tapfere Schneiderlein (2002)
- Märchenmusical Schneeweißchen und Rosenrot (2003)
- Märchenmusical Rapunzel (2004) – alle nach Brüder Grimm etc.

### Unterhaltungsmusik
- Theater Fanfare
- E-Präludium – für 2 solierende Gitarren und Orchester (2002)
- Musical-Ouvertüre – für Sympho-Jazz Orchester (1999)
- Nachtmusiken 1, 2 – für Klavier und Orchester (2006)
- Hallo, Baden Jazz-Walzer – für Sympho-Jazz Orchester (1996)
- Englischer Walzer – für Orchester
- Französischer Walzer – für Orchester
- Russischer Tanz – für Orchester
- Am See Musikalisches Bild – für Orchester (2014)
- zahlreiche Lieder etc.

### Kompositionen wurden u. a. von folgenden Orchestern und Künstlern uraufgeführt
Moskauer Philharmoniker, Symphonisches Orchester der Wiener Volksoper, Moskauer Kammerorchester Die Jahreszeiten, Dinu Lipatti – Philharmoniker (Satu Mare, Rumänien), Jaroslawsker Philharmoniker, Kislowodsker Philharmoniker, Irkutsker Gouverneurs-Philharmonieorchester, Stadttheater Pjatigorsk (Russland), Minsker Philharmoniker (Weißrussland), Stadttheater Baden (Österreich), KS Olivera Miljakovic, KS Ulrike Steinski, Preisträger Internationaler Wettbewerbe Elena Denisova, R. Samuruev, A. Cholodenko, Anita Götz etc.

### Arrangements
- Zahlreiche Arrangements für Symphonie-, Kammer- und Jazzorchester
- 3 Medleys für 3 Bass-Stimmen und Symphonieorchester
- Italienische Kinomusik – 25 Kinohits für Solisten und Orchester
- Weihnachtsmedleys
- Elvis Presley & Frank Sinatra – the best 25 Songs – Show für Solisten und großes Orchester
- Kinomusik aus Hollywood und Europa – Show für Solisten und großes Orchester
- 25 größten Austro-Pop-Hits- Show für Solisten und großes Orchester
- Neuarrangement und Orchestrierung des Musicals Irma la Duce von A. Breffort und M. Monnot
- Xanadu von J. Farrar, J. Lynne und D. C. Beane etc.